# 神戸クリスタルタワー
神戸クリスタルタワー（こうべクリスタルタワー）は、兵庫県神戸市中央区にある超高層オフィスビル。

## 概要
神戸駅東口の直ぐ前に位置するスカイブルーのタワーで、1993年（平成5年）9月9日の開業以来、神戸駅のランドマークとなっている。
「ガラスカーテンウォール」と呼ばれる外壁をガラス張りにした神戸の代表的なビルで、1984年（昭和59年）に制定された神戸市火災予防条例を元に神戸では「ガラスカーテンウォール」を採用した超高層ビルの建設の許可が得られないため、当ビルは神戸市内の超高層ビルとしては珍しい外観となっている。
設計に中国の風水の思想が取り入れられて、タワー上部中央に風穴が開けられた。
主なテナントは、川崎重工業神戸本社（登記上の本店）、カワサキライフコーポレーション本社、兵庫県庁神戸ハーバーランド庁舎、厚生労働省兵庫労働局など。

## 周辺情報
- ハウジングデザインセンター神戸
- ハーバーランド - ビーズキス、プロメナ神戸に隣接

## 交通アクセス
- JR西日本 JR神戸線 神戸駅
- 神戸市営地下鉄 海岸線 ハーバーランド駅
- 阪神電気鉄道 神戸高速線 高速神戸駅または西元町駅